# Федосеев, Владимир Захарович
Владимир Захарович Федосеев (1932—2010) — советский и российский театральный режиссёр, театральный педагог.

## Биография
Владимир Захарович Федосеев родился 6 марта 1932 года в Москве. В 1955 году окончил Челябинский пединститут. В 1965 году окончил Театральное училище имени Бориса Щукина получив специальность режиссёр театра (ученик Б. Е. Захавы). С 1966 по 1967 год работал главным режиссёром Минусинского драматического театра, с 1967 по 1970 — главным режиссёром в Иркутском театре юного зрителя. С 1970 по 1986 год — режиссёр-постановщик Саратовского ТЮЗа, поставил на его сцене более 20 спектаклей.
С 1984 года Владимир Федосеев занимался педагогической деятельностью на театральном факультете Саратовской консерватории. Среди его учеников Сергей Сосновский, Антон Кузнецов, Александр Файфман, Сергей Ганин, Ольга Ковылина, Елена Кузнецова, Татьяна Мирошникова, Максим Глотов, Родион Бельков, Ксения Качалина, Михаил Солодко, Дмитрий Комов, Игорь Савочкин, Полина Коровенко, Александр Фёдоров, Владимир Садков, Юрий Кудинов и многие другие.
Скончался Владимир Захарович 9 августа 2010 года.

## Постановки в театре
- «Три мушкетёра» А. Дюма
- «Что делать?» Н. Г. Чернышевского
- 1983 — «Пеппи Длинныйчулок» по А. Линдгрен[4]
- 2009 — «Деревенские певицы» В. Фиораванти[5]